# توناریگومی

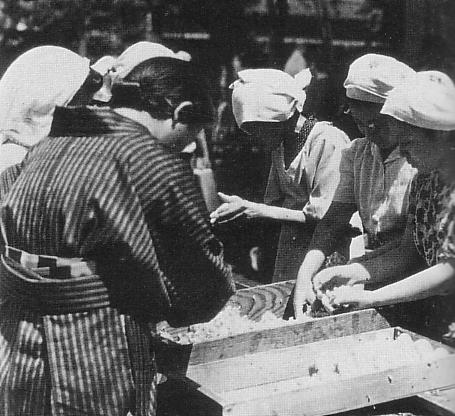
تهیه/تغذیه اضطراری برنج توسط خانم‌های خانه‌دار توناریگومی

توناریگومی، انجمن همسایه (به ژاپنی: 隣組, Tonarigumi) کوچک‌ترین واحد برنامه بسیج ملی بود که توسط امپراتوری ژاپن در جنگ جهانی دوم ایجاد شد. این بخش از واحدهایی متشکل از ۱۰–۱۵ خانوار تشکیل شده بود که برای خاموش کردن حریق، دفاع مدنی و امنیت داخلی سازمان یافته بودند.

## تاریخ و توسعه
این سیستم در ۱۱ سپتامبر ۱۹۴۰ به دستور وزارت کشور (ژاپن) تحت انجمن حمایت از قانون امپراتوری توسط هیئت دولت نخست‌وزیر ژاپن فومیمارو کونوئه رسمیت یافت. شرکت در آن اجباری بود و هر یک از واحدها نیز با پخش پروپاگاندا و سازماندهی راهپیمایی‌های میهن‌پرستانه مسئولیت کمک به جنبش بسیج روحانی ملی را بر عهده داشتند.
دولت همچنین توناریگومی را برای حفظ امنیت عمومی مفید می‌دانست. شبکه‌ای از اطلاع‌رسان یا خبرچین ایجاد شد که هر انجمن محله‌ای را با پلیس مرتبط می‌کرد تا نقض قوانین ملی را زیر نظر داشته باشد و به رفتارهای سیاسی یا اخلاقی مشکوک شود.